# Стобно-Сюдме
Стобно-Сюдме (пол. Stobno Siódme) — село в Польщі, у гміні Ґодзеші-Великі Каліського повіту Великопольського воєводства.
Населення — 276 осіб (2011).
У 1975-1998 роках село належало до Каліського воєводства.

## Демографія
Демографічна структура станом на 31 березня 2011 року:
|          | Загалом | Допрацездатний вік | Працездатний вік | Постпрацездатний вік |
| -------- | ------- | ------------------ | ---------------- | -------------------- |
| Чоловіки | 139     | 39                 | 89               | 11                   |
| Жінки    | 137     | 27                 | 90               | 20                   |
| Разом    | 276     | 66                 | 179              | 31                   |